# Hanga Klekner
Hanga Csenge Klekner, född 24 september 1999 i Debrecen i Hajdú-Bihar är en ungersk stavhoppare.

## Karriär
Hanga Klekner har vunnit de ungerska nationella mästerskapen fem gånger utomhus och fem gånger inomhus. Hennes personbästa tillika nationsrekord är 4,57 m, satt den 29 juni 2024 i Budapest. Hanga Klekner kommer att delta i stavhopp vid olympiska sommarspelen 2024 i Paris och kommer vara den första kvinnliga ungerska stavhoppare att göra så. Hon deltog även vid Europamästerskapen i friidrott 2024 men tog sig inte vidare från kvalet den gången. Efter detta hoppade hon 4,51 m i en tävling i Aten vilket säkrade hennes OS-plats.
Klekner tränas av Dezső Szabó.